# Süd- und zentralamerikanische Handballmeisterschaft der Frauen 2024
Die süd- und zentralamerikanische Handballmeisterschaft der Frauen 2024 wurde vom 26. bis 30. November 2022 in Niterói ausgetragen. Es war die vierte Austragung der süd- und zentralamerikanischen Meisterschaft durch die Süd- und zentralamerikanische Handballkonföderation (COSCABAL). Die Mannschaft Brasiliens gewann das Turnier.

## Teilnehmer
Am Turnier nahmen sechs Mannschaften teil. Neben Titelverteidiger Brasilien nahmen auch die Verbände von Argentinien, Uruguay, Paraguay, Chile und El Salvador teil.

## Modus
Die Teams traten in Spielen jeder gegen jeden an.

## Platzierung
| Pl.                                        | Verein      | Sp. | S | U | N | Tore      | Diff. | Punkte |
| ------------------------------------------ | ----------- | --- | - | - | - | --------- | ----- | ------ |
| 1.                                         | Brasilien   | 5   | 5 | 0 | 0 | 0195:690  | +126  | 010:00 |
| 2.                                         | Argentinien | 5   | 4 | 0 | 1 | 0165:1070 | +58   | 08:20  |
| 3.                                         | Uruguay     | 5   | 3 | 0 | 2 | 0139:1100 | +29   | 06:40  |
| 4.                                         | Paraguay    | 5   | 2 | 0 | 3 | 0136:1320 | +4    | 04:60  |
| 5.                                         | Chile       | 5   | 1 | 0 | 4 | 0111:1400 | −29   | 02:80  |
| 6.                                         | El Salvador | 5   | 0 | 0 | 5 | 041:2290  | −188  | 00:100 |
| Quelle: ihf.info, Stand: 30. November 2024 |             |     |   |   |   |           |       |        |

|             | Brasilien | Argentinien | Uruguay | Paraguay | Chile | El Salvador |
| ----------- | --------- | ----------- | ------- | -------- | ----- | ----------- |
| Brasilien   | X         | 31:22       | 34:20   | –        | –     | 48:3        |
| Argentinien | –         | X           | 30:23   | 36:26    | –     | 45:9        |
| Uruguay     | –         | 18:32       | X       | 25:20    | –     | –           |
| Paraguay    | 13:40     | –           | –       | X        | –     | 49:10       |
| Chile       | 11:42     | –           | 18:27   | 21:28    | X     | –           |
| El Salvador | –         | –           | 6:49    | :        | 13:28 | X           |

Für die Teilnahme an der Weltmeisterschaft 2025 qualifizierten sich die Verbände aus Brasilien, Argentinien und Uruguay.